# 菲蛺蝶屬
菲蛺蝶屬（學名：Phaedyma）是線蛺蝶亞科裡的一個屬。分佈於東洋界。與環蛺蝶屬的物種相似但體形稍大。

## 物種
- 雙菲蛺蝶 （Phaedyma amphion）
- 大菲蛺蝶 （Phaedyma ampliata）
- 藹菲蛺蝶 （Phaedyma aspasia）
- 秦菲蛺蝶 （Phaedyma chinga）
- 柱菲蛺蝶 （Phaedyma columella）
- 達菲蛺蝶 （Phaedyma daria）
- 白環菲蛺蝶 （Phaedyma fissizonata）
- 菲蛺蝶 （Phaedyma heliopolis）
- 擬菲蛺蝶 （Phaedyma mimetica）
- 帶菲蛺蝶 （Phaedyma shepherdi）